# Антонов Микола Панасович
Микола Панасович Антонов (9 вересня 1921, місто Стара Русса, тепер Новгородської області, Російська Федерація — 2 листопада 1996, місто Новгород, Російська Федерація) — радянський державний діяч, 1-й секретар Новгородського обласного комітету КПРС, голова Новгородського облвиконкому. Кандидат у члени ЦК КПРС у 1976—1989 роках. Депутат Верховної Ради СРСР 9—11-го скликань.

## Життєпис
До 1941 року навчався у військово-механічному інституті, закінчив два курси.
З 1941 по 1945 рік служив у Червоній армії, учасник німецько-радянської війни. Командував взводом, ротою, стрілецьким батальйоном 1013-го стрілецького полку 285-ї стрілецької дивізії 1-ї Ударної армії 3-го Прибалтійського фронту.
Член ВКП(б) з 1944 року.
У 1945—1955 роках — контрольний майстер, заступник начальника цеху, начальник цеху, диспетчер, начальник відділу, головний інженер, директор Боровицького механічного заводу Новгородської області.
У 1951 році закінчив Ленінградський заочний індустріальний інститут.
У 1955 — квітні 1956 року — голова виконавчого комітету Боровицької міської ради депутатів трудящих Новгородської області.
У квітні 1956 — квітні 1960 року — завідувач промислово-транспортного відділу Новгородського обласного комітету КПРС.
У квітні 1960 — лютому 1966 року — секретар Новгородського обласного комітету КПРС.
7 лютого 1966 — травень 1972 року — голова виконавчого комітету Новгородської обласної ради депутатів трудящих.
Закінчив заочну Вищу партійну школу при ЦК КПРС.
4 травня 1972 — 27 жовтня 1986 року — 1-й секретар Новгородського обласного комітету КПРС.
З жовтня 1986 року — персональний пенсіонер союзного значення в місті Новгороді.
Помер 2 листопада 1996 року в Новгороді.

## Нагороди і звання
- орден Леніна
- орден Жовтневої Революції
- два ордени Трудового Червоного Прапора
- орден Олександра Невського (29.08.1944)
- орден Вітчизняної війни І ст. (6.04.1985)
- орден Червоної Зірки (30.04.1944)
- медаль «За оборону Ленінграда»
- медаль «За перемогу над Німеччиною у Великій Вітчизняній війні 1941—1945 рр.»
- медаль «За доблесну працю. В ознаменування 100-річчя з дня народження Володимира Ілліча Леніна»
- медаль «Ветеран праці»
- медалі
- Почесний громадянин Великого Новгорода (29.11.1995)